# RK Matulji 2001
Rukometni klub Matulji 2001 (RK matulji 2001; Matulji 2001; Matulji) je muški rukometni klub iz Matulja, Primorsko-goranska županija.  

## O klubu
U Matuljima je od 1973. do 1995. godine postojao klub RK "Matulji" ("Partizan" (1973.), "Matulji" (1975.)), "Matulji 40 Box" (1988.), koji se najčešće natjecao u Primorsko-istarskoj ligi. 
 
2000. godine, nakon pet godina pauze, dolazi do ponovnog treniranja rukometa u Matuljima pri OŠ Andrija Mohorovičić. Do službenog osnivanja dolazi 2001. godine te se klub naziva RK "Matulji 2001". Klub od početka vodi Zvonimir Lenžer, a u početku djeluje samo s mlađim uzrastima za muškarce i žene. 
 
2007. godine dolazi do izdvajanja ženskih selekcija u zaseban klub - "Liburniju". Iste godine se konačno formira i muška seniorska ekipa od prvih generacija mladih igrača kluba, a za trenera je doveden Goran Stašek. Ekipa počinje s natjecanjem u 3. HRL - Zapad. Klub u natjecanjima uz "Matulji 2001", često koristi i samo naziv "Matulji". U sezoni 2010./11. postaju članovi 2. HRL - Zapad, koju osvajaju u sezoni 2011./12. i ulaze u Prvu hrvatsku ligu, u kojoj nastupaju vrlo uspješno dvije sezone, do 2013./14. 
 
2014. godine je u Matuljima otvorena športska dvorana. Do tada je klub za treninge koristio vanjska igrališta i dvoranu OŠ Bršca, dok su utakmice igrali u dvoranama u Rijeci, Opatiji i drugim mjestima.
 
  
U sezonama 2014./15. i 2015./16. klub se natjecao u 2. HRL -Zapad, ali s lošim rezultatima. Seniorska momčad se od sezone 2016./17. ne natječe. 

## Uspjesi
- Druga hrvatska rukometna liga
- prvak: 2011./12. (Zapad)

## Unutrašnje poveznice
- Matulji
- RK Matulji
- ŽRK Liburnija Matulji

## Vanjske poveznice
- rkmatulji.hr, wayback arhiva
- ŽRK "Liburnija" Matulji i RK "Matulji 2001.", facebook stranica
- Rk Matulji, facebook stranica
- furkisport.hr/hrs, Matulji, rezultati po sezonama
- sportilus.com, RUKOMETNI KLUB MATULJI 2001
- hr-rukomet.hr, ZLATNA 2012. GODINA . ZA RK MATULJI 2001, objavljeno 27. prosinca 2012.